# Raúl Castronovo
Raúl Castronovo, né le 11 janvier 1949 à Rosario en Argentine est un footballeur argentin.
Cet attaquant argentin de taille modeste (1,69 m) évolue une saison au Peñarol avant de faire carrière en France puis en Espagne.

## Carrière
Révélé à CA Rosario Central, Raúl Castronovo signe en 1971 au CA Peñarol, où il inscrit notamment dix buts lors de la Copa Libertadores 1971, faisant de lui le meilleur buteur de la compétition avec Luis Artime.
Après une seule saison, il est transféré en France en décembre 1971, à l'AS Nancy-Lorraine, où en deux saisons et demie il marque 30 buts en 79 matchs de championnat. 
Il quitte alors la France pour le CD Málaga, en Espagne, où malgré les dix buts de sa premières saison et les sept de sa troisième saison, il connaît deux relégations en deuxième division. Il quitte alors Malaga et réalise deux dernières saisons en première division espagnole, au Hércules CF puis à l'UD Salamanca, pour lesquels il inscrit respectivement six et huit buts. Après une dernière saison au Algeciras CF, il prend sa retraite sportive en 1980.

## Palmarès

### En club
| - CA Rosario Central - Primera División - Vice-champion (1) : 1970 |  | - CA Peñarol - Primera División - Vice-champion (1) : 1971 |

### Distinctions personnelles
- Meilleur buteur de la Copa Libertadores en 1971

## Statistiques
| Saison                | Club                  | Championnat           | Championnat | Championnat | Coupe(s) nationale(s) | Coupe(s) nationale(s) | Compétition(s) continentale(s) | Compétition(s) continentale(s) | Compétition(s) continentale(s) | Total | Total |
| Saison                | Club                  | Division              | M.          | B.          | M.                    | B.                    | Comp.                          | M.                             | B.                             | M.    | B.    |
| 1968-1969             | CA Rosario Central    | Primera División      | -           | -           | -                     | -                     | -                              | -                              | -                              | 0     | 0     |
| 1969-1970             | CA Rosario Central    | Primera División      | -           | -           | -                     | -                     | -                              | -                              | -                              | 0     | 0     |
| Sous-total            | Sous-total            | Sous-total            | 63          | 14          | -                     | -                     | -                              | -                              | -                              | 63    | 14    |
| 1970-1971             | CA Peñarol            | Primera División      | 25          | 13          | -                     | -                     | CL                             | 6                              | 10                             | 31    | 23    |
| Sous-total            | Sous-total            | Sous-total            | 25          | 13          | -                     | -                     | -                              | 6                              | 10                             | 31    | 23    |
| 1971-1972             | AS Nancy-Lorraine     | Division 1            | 17          | 10          | 5                     | 4                     | -                              | -                              | -                              | 22    | 14    |
| 1972-1973             | AS Nancy-Lorraine     | Division 1            | 28          | 8           | 1                     | 0                     | -                              | -                              | -                              | 29    | 8     |
| 1973-1974             | AS Nancy-Lorraine     | Division 1            | 34          | 11          | 3                     | 2                     | -                              | -                              | -                              | 37    | 13    |
| Sous-total            | Sous-total            | Sous-total            | 79          | 29          | 9                     | 6                     | -                              | -                              | -                              | 88    | 35    |
| 1974-1975             | CD Málaga             | Liga                  | 31          | 10          | 0                     | 0                     | -                              | -                              | -                              | 31    | 10    |
| 1975-1976             | CD Málaga             | Segunda División      | 0           | 0           | 0                     | 0                     | -                              | -                              | -                              | 0     | 0     |
| 1976-1977             | CD Málaga             | Liga                  | 23          | 7           | 4                     | 0                     | -                              | -                              | -                              | 27    | 7     |
| 1977-1978             | CD Málaga             | Segunda División      | 2           | 3           | 0                     | 0                     | -                              | -                              | -                              | 2     | 3     |
| Sous-total            | Sous-total            | Sous-total            | 56          | 20          | 4                     | 0                     | -                              | -                              | -                              | 60    | 20    |
| 1977-1978             | Hércules CF           | Liga                  | 18          | 6           | 3                     | 2                     | -                              | -                              | -                              | 21    | 8     |
| Sous-total            | Sous-total            | Sous-total            | 18          | 6           | 3                     | 2                     | -                              | -                              | -                              | 21    | 8     |
| 1978-1979             | UD Salamanca          | Liga                  | 26          | 8           | 2                     | 1                     | -                              | -                              | -                              | 28    | 9     |
| Sous-total            | Sous-total            | Sous-total            | 26          | 8           | 2                     | 1                     | -                              | -                              | -                              | 28    | 9     |
| 1979-1980             | Algeciras CF          | Segunda División      | 22          | 3           | -                     | -                     | -                              | -                              | -                              | 22    | 3     |
| Sous-total            | Sous-total            | Sous-total            | 22          | 3           | 6                     | 3                     | -                              | -                              | -                              | 28    | 6     |
| Total sur la carrière | Total sur la carrière | Total sur la carrière | 289         | 93          | 18                    | 9                     | -                              | 6                              | 10                             | 313   | 112   |